# Depresión Milwaukee
La depresión de Milwaukee es el punto más profundo del Océano Atlántico, con una profundidad máxima de 8.605 metros, y forma parte de la fosa de Puerto Rico. Se encuentra a tan sólo 135 km al Norte de la costa de Puerto Rico. Se llama así por el USS Milwaukee (CL-5), un crucero de la Armada de los Estados Unidos de la clase Omaha, que descubrió dicho punto el 14 de febrero de 1939.
La existencia de aguas profundas en este lado del Océano Atlántico se conoce desde hace más de un siglo. Uno de los primeros sondeos del área fue realizado el 12 de junio de 1852 por el teniente S. P. Lee, de la Armada estadounidense, con una medición aproximada de 7000 metros en las coordenadas 26 ° 32'N 60 ° 06'W.

## En la cultura popular
El 11 de marzo de 2007 se emitió un capítulo de Sin Rastro, en el que se hacía referencia a la depresión Milwaukee, pero un fallo del guion la nombró como la «profundidad Milwaukee».